# Ваймер (герцог Шампани)
Ваймер (Ваимер; лат. Waimer; умер не ранее 692) — герцог Шампани (не позднее 675 — около 678), затем, возможно, епископ Труа.

## Биография
Ваймер известен из нескольких раннесредневековых агиографических источников: в том числе из житий святых Леодегария Отёнского и Берхария.
О происхождении Ваймера достоверных сведений не сохранилось. Возможно, он происходил из знатного австразийского рода.
Первые свидетельства о Ваймере относятся к 675 году. Предполагается, что тогда он мог участвовать в убийстве короля Хильдерика II и в освобождении из заключения в Люксёском аббатстве майордома Эброина. О том, был ли уже тогда Ваймер герцогом Шампани, имеются разные мнения. Часть медиевистов считает, что он получил эту должность незадолго до этого (возможно, в 674 году). Другие историки предполагают, что Ваймер за проявленную верность был наделён Эброином властью над Шампанью сразу же после его восстановления в должности австразийского майордома.
В том же году Ваймер содействовал Эброину в возведении на австразийский престол Хлодвига III. Вслед за этим войско во главе с Ваймаром вторглось в Нейстрию и возле Пон-Сент-Максанса разбило армию короля Теодориха III. Вскоре нейстрийский монарх был пленён в селении Креси-ан-Понтьё, но уже в 676 году Эброин сместил Хлодвига III и сделал новым правителем Австразии Теодориха III.
В 675 или 676 году по поручению Эброина Ваймер вместе с епископами Диддо Шалонским и Бобо Валансским вёл военные действия против нового короля Нейстрии Дагоберта II. Австразийское войско вторглось в Бургундию, разбило нейстрийское войско около Лангра, а затем осадило Отён. Главой местной епархии был Леодегарий, один из главных недоброжелателей Эброина. Выполняя приказ майордома, осаждавшие отказались принять от горожан откуп, и сняли осаду только после выдачи им Леодегария. Вслед за этим пленного епископа ослепили. Также австразийские военачальники захватили хранившиеся в Отёне сокровища бургундских королей общей стоимостью 5000 солидов. Изувеченный Леодегарий был передан под надзор Ваймера. Тот отвёз епископа к Эброину, который приказал подвергнуть своего врага новым истязаниям. В то же время Диддо и Бобо присоединились к герцогу Эльзаса Адальриху, попытавшемуся захватить Лион. Однако это нападение закончилось неудачей, не в последнюю очередь из-за позиции епископа Генезия, принявшего активное участие в организации обороны города.
В «Мученичестве Леодегария Отёнского» сообщается, что святой был отдан Эброином на попечение Ваймера. При этом герцог получил приказ тайно умертвить епископа. Сначала Ваймер хотел утопить Леодегария, но потом решил уморить того голодом. Однако Леодегарий смог преодолеть все лишения. Бывший свидетелем этого чуда Ваймер не только избавил святого от дальнейших мучений, но и стал его верным последователем.
Однако около 678 года по приказу Эброина епископ Леодегарий всё же был казнён. Ваймер посчитал себя главным виновником гибели святого. Раскаиваясь в содеянном, он возвратил Отёнской епархии находившуюся у него часть награбленного там имущества, отказался от должности герцога Шампани (его преемником стал Мартин Геристальский из рода Арнульфингов) и удалился в лес, намереваясь умертвить себя постничеством. Возмущённый таким поступком своего подчинённого, Эброин приказал слугам убить Ваймера. Однако когда те нашли бывшего герцога в лесу молящимся, они отказались исполнить приговор и укрыли его у аббата Берхария. В том же году с целью искупить свою вину Ваймер совершил вместе с аббатом паломничество в Святую землю, во время которого посетил Иерусалим.
Герцога Ваймера иногда отождествляют с одноимённым епископом Труа, занявшим епископскую кафедру после смерти Аббона. В написанном в VIII или IX веке Урсином «Мученичестве Леодегария Отёнского» сообщается, что бывший герцог Шампани был возведён в сан Эброином в награду за участие в убийстве этого святого. По некоторым данным, будучи епископом Ваймер жестоко угнетал жителей Труа. О дальнейшей судьбе Ваймера имеются противоречивые свидетельства. По одним данным, уже вскоре Эбрин пожалел о своём решении поставить Ваймера епископом и повелел своим слугам задушить бывшего герцога. По другим сведениям, через несколько лет после восшествия на кафедру Ваймер за участие в убийстве святого Леодегария был осуждён церковным собором и лишён епископского сана. Однако насколько достоверны эти свидетельства, неизвестно. Так, смерть Аббона современными историками датируется периодом от 674 до 694 года включительно. Поэтому его преемник мог получить епископскую кафедру в Труа и не по протекции Эброина. Также в наиболее старых списках глав Труасской епархии имя Ваймера отсутствует: в них преемником Аббона назван епископ Вульфред. На этих основаниях делается вывод, что мнение о получение Ваймером епископского сана может быть ошибочно.
Дата смерти Ваймера неизвестна. В последний раз он упоминался в современных ему документах 15 февраля 692 года. Тогда он вместе со своей женой Валтильдой подписал дарственную хартию епископа Шалона Бертойна аббатству Святого Петра и Святого Павла в Монтье-ан-Дере. В том числе, в документе сообщается, что Ваймер, его жена и святой Берхарий совместно основали женский монастырь в Пюельмонтье. Возможно, Ваймер умер в первое десятилетие VIII века.